# 雷子
『雷子』（らいし）は、クロンより発売されたゲームソフト。
2015年4月9日にニンテンドー3DS版が、2015年10月29日にPlayStation Vita版が発売された。
2016年4月21日に続編の『雷子-紺碧の章-』が3DSとPS Vitaで同時発売された。
また、2017年3月2日にはふりーむにてPC版『雷子』の無料配信が開始された。

## 概要
本作は三国志を題材としたシミュレーションゲームで、 2013年11月28日に発売された『難攻不落三国伝』のリメイク版にあたる。
本作は4部作を予定している。
2015年10月29日に発売された1作目のPS Vita版は、3DS版のユーザーが不満とした点が改善されたほか、主人公の声優・グラフィック・システム・BGMに変更が加えられた。
また、PS Vita版発売に合わせて3DS版向けにシステム部分に同様の変更を加える修正パッチが後日配信される予定であるが、致命的な問題が発覚したとのことで2017年現在も音沙汰がない。
2作目となる『雷子-紺碧の章-』は、前作の三国志時代から約600年前の「呉越」を舞台にした作品である。

### PC版『雷子』
PC版『雷子』は、PS Vita版を基にしたバージョンであり、キャラクターの音声が含まれていない点を除いては大きな違いはない。
クロンは『雷子』の公式Twitterの中で、多くの人が『雷子』を楽しんでいただけることを期待して無料配信を実施したと述べている。
クロンは、『雷子』の公式Twitterの該当ツイートが1000回以上リツイートされた場合は『雷子-紺碧の章-』もふりーむで配信すると約束し、後日配信がされた。

## 登場人物

### 蜀
キョウ
声 - ロア健治（3DS版）/ 柿原徹也（Vita版）
本作の主人公。
劉備（りゅうび）
声 - やなせなつみ

関羽（かんう）
声 - 干川もとみ

張飛（ちょうひ）
声 - 南月悠奈

趙雲（ちょううん）
声 - 稲村透

黄忠（こうちゅう）
声 - 後藤邑子

馬超（ばちょう）
声 - 斎賀みつき

諸葛亮（しょかつりょう）
声 - 前田玲奈

龐統（ほうとう）
声 - 藤原啓治

周倉（しゅうそう）
声 - 小川祥平

魏延（ぎえん）
声 - 井上遥乃

馬謖（ばしょく）
声 - 浅科准平

馬岱（ばたい）
声 - 立花慎之介

張任（ちょうじん）
声 - 真堂圭

孟獲（もうかく）
声 - 黒田崇矢

黄皓（こうこう）
声 - 村上裕哉

### 呉
孫権（そんけん）
声 - 田中美帆

周瑜（しゅうゆ）
声 - 土屋実紀

陸遜（りくそん）
声 - 名賀亜美

呂蒙（りょもう）
声 - 押山沙織

甘寧（かんねい）
声 - 木内太郎

凌統（りょうとう）
声 - 白井悠介

周泰（しゅうたい）
声 - 小山さほみ

朱桓（しゅかん）
声 - 錦織めぐみ

蔣欽（しょうきん）
声 - 佐藤祐太

徐盛（じょせい）
声 - 大橋隆昌

黄蓋（こうがい）韓当（かんとう）程普（ていふ）
声 - 嵜本正和

于吉（うきつ）
声 - 佐々木義人

### 魏
曹操（そうそう）
声 - 拝真之介

夏侯惇（かこうとん）
声 - 瑞沢渓

夏侯淵（かこうえん）
声 - 山本彬

許褚（きょちょ）
声 - 板山紗織

張遼（ちょうりょう）
声 - 今立進

徐晃（じょこう）
声 - 宇佐美幸乃

張郃（ちょうこう）
声 - 増田俊樹

曹仁（そうじん）
声 - 荻原秀樹

賈詡（かく）
声 - やついいちろう

楽進（がくしん）
声 - 寺田正明

李典（りてん）
声 - 小田敏充

于禁（うきん）
声 - 友永朱音

満寵（まんちょう）
声 - 大久保藍子

司馬懿（しばい）
声 - 吉田沙織

鄧艾（とうがい）
声 - 月森健一

鍾会（しょうかい）
声 - 佐々木詩帆

郝昭（かくしょう）
声 - 徳弘光

龐徳（ほうとく）
声 - 藍原京子

華佗（かだ）
声 - 中本順久